# Канэл, Тони
То́ни Ашви́н Канэ́л (англ. Tony Ashwin Kanal; 27 августа 1970, Лондон, Великобритания) — американский певец, музыкант, басист музыкальной группы No Doubt.

## Ранние годы
Канэл родился в Кингсбери, северо-западном районе Лондона, Англия в семье Гулаба и Лайванти родом из Индии. Большая часть его жизни прошла в Лондоне, затем семья недолго жила в Торонто, и Мюнстере, штат Индиана, но в конечном итоге вернулась в Лондон. В возрасте одиннадцати лет его семья снова переехала в США, где они поселились в Анахайме, штат Калифорния. Он посещал Южную среднюю школу и среднюю школу Анахайма. Поступив в седьмой класс, Канэл решил присоединиться к школьной концертной группе. Отец предложил ему научиться играть на саксофоне, так как это был его любимый инструмент. В десятом классе он научился играть на электрической бас-гитаре, благодаря школьному приятелю Дэйву Карпентеру.

## Карьера
После приглашения на первое официальное шоу группы No Doubt 14 марта 1987 года оригинальным барабанщиком и коллегой по Анахаймской средней школе Крисом Уэббом Канэл присоединился к группе в качестве басиста в возрасте 16 лет.
В 1991 году No Doubt подписали контракт с Interscope Records и начали записывать свой первый студийный альбом. Он был выпущен в 1992 году, в том же году они отправились в три тура по США, играя в клубах. В течение следующего десятилетия No Doubt выпустили альбомы Tragic Kingdom (1995), The Beacon Street Collection (1995), Return of Saturn (2000), Rock Steady (2001), а также два сборника, синглы 1992—2003 (2003) и Everything in Time: B-Sides, Rarities, Remixes (2004). Группа гастролировала по всему миру и получила несколько наград, в том числе две премии Грэмми и 5 премий MTV Video Music Awards.
В 2004 году, после гастролей по США с целью продвижения синглов, No Doubt решили сделать перерыв. В это время Канэл начал продюсировать и писать песни вне группы. В том же году он выпустил три песни для саундтрека к фильму «50 первых поцелуев». Также в 2004 году Канэл продюсировал и написал в соавторстве три трека для первого сольного альбома Love. Angel. Music. Baby.. Затем он продюсировал дебютный альбом Элана Атиаса Together as One, который был выпущен в июне 2006 года. Канэл снова работал с Гвен Стефани над ее последующим сольным альбомом The Sweet Escape, выпущенным в 2006 году..
Он создал несколько ремиксов, в том числе «Hollaback Girl» Стефани и «Ether» группы Gang of Four. Спродюсировал песню «Rent» для альбома ска-панк-группы Pepper No Shame.
В 2008 году Тони сотрудничал с Pink над двумя песнями под названием «Sober» и «Funhouse» для ее альбома Funhouse. Канэл также был соавтором песни «Smart Girls» для альбома Weezer Hurley.
В 2010 году он стал соавтором, продюсером и исполнителем на треке «Kiss You Up», записанном барбадосской певицей Шонтель для ее второго альбома No Gravity.
Когда Стефани продвигала свой второй сольный альбом, No Doubt начали работу над новым альбомом без нее и планировали завершить ее после окончания тура Стефани. В марте 2008 года группа начала публиковать посты о продвижении альбома на своем официальном фан-форуме. Стефани сообщила 28 марта 2008 года, что написание песен было медленным с ее стороны, так как в то время она была беременна своим вторым ребенком.

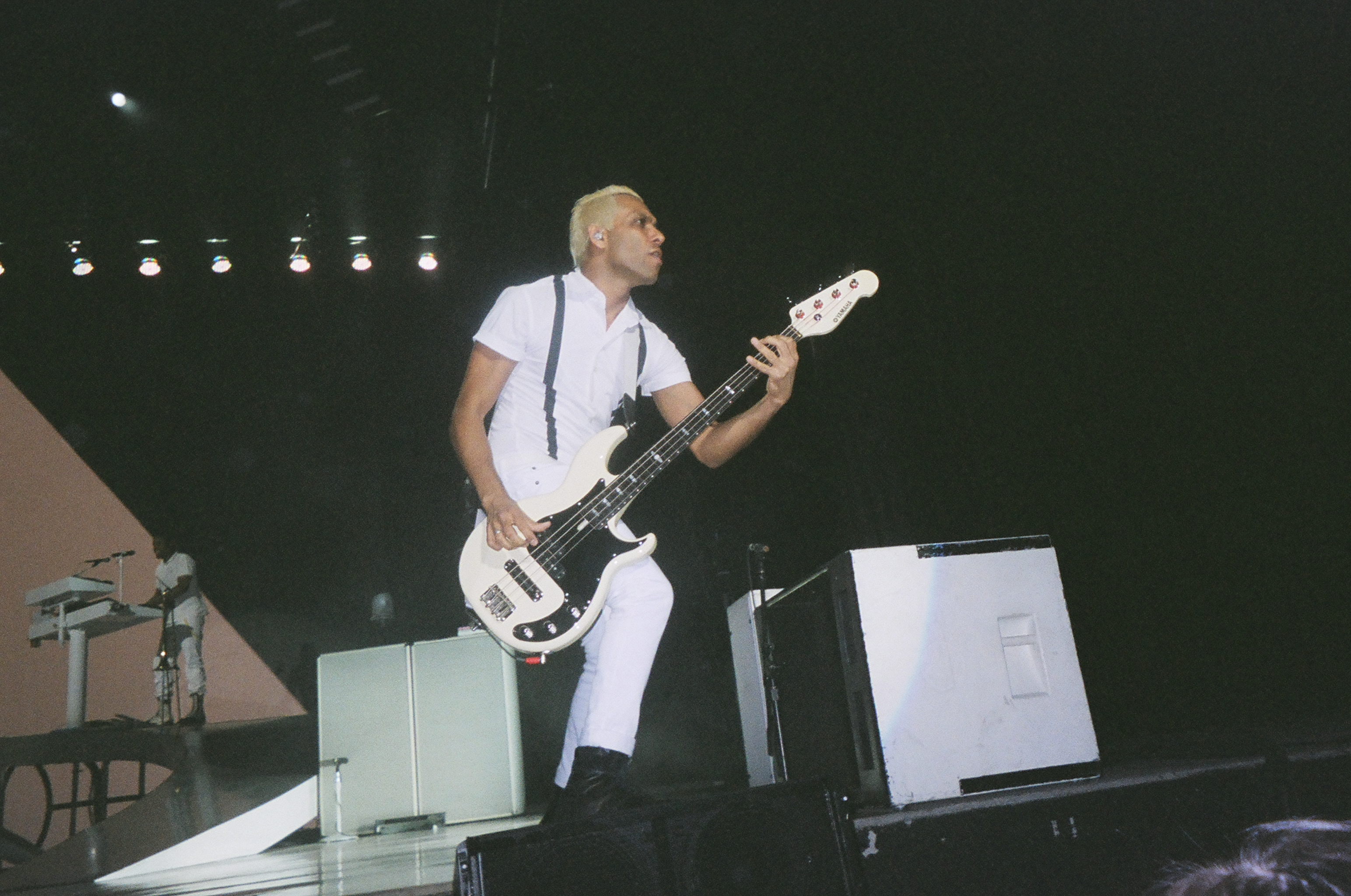
Канэл в 2009 году.

В 2009 году группа отправилась в свой первый тур за последние пять лет. Этот тур был самым крупным туром группы, сыгравшей более 50 концертов.
В 2012 году No Doubt выпустили свой последний альбом Push and Shove. Они отпраздновали это событие, исполнив семь концертов в Лос-Анджелесе. В 2014 и 2015 годах они играли на фестивалях Global Citizens в Нью-Йорке и Вашингтоне, округ Колумбия, а также были хедлайнерами музыкальных фестивалей в США.
В 2014 году Канэл и его коллеги по группе Том Дюмонт и Адриан Янг сформировали группу DREAMCAR. Они выпустили свой дебютный одноименный альбом на лейбле Columbia Records в 2017 году и гастролировали по США в его поддержку, включая выступления на фестивале Coachella.
В декабре 2018 года он играл на бас-гитаре в группе The Offspring в их турне по Австралии. В январе 2019 года Тони снова присоединился к группе во время их турне по Японии.

## Личная жизнь
С 1987 по 1994 год Канэл находился в отношениях с коллегой по группе, Гвен Стефани. Их расставание породило множество песен, в том числе «Don't Speak». Много лет спустя Стефани написала с ним в соавторстве свою песню «Cool».
В настоящее время он женат на американском дизайнере интерьеров, Эрин Локиц. 24 января 2011 года родилась их первая дочь, Коко Риз Лакшми Канэл. 22 ноября 2013 года у них родилась вторая дочь, Шафран Роуз Киран Канэл.
Является веганом и активистом международной организации «Люди за этичное обращение с животными».